# Francisco Jiménez (misionero)
Fray Francisco Jiménez, (San Gabriel, Alicante - Convento de San Francisco, Ciudad de México, 31 de julio de 1537) es el 10° de los 12 Apóstoles en México, que fueron los primeros misioneros franciscanos en Nueva España (México), que arribaron en 1524 a Veracruz, y se extendieron en diversos territorios para evangelizadar a la población autóctona. 

## Biografía
Originario de San Gabriel, estudió derecho canónico, ingresando luego a la orden de los franciscanos. Estuvo en la provincia de Santiago en el convento de Salamanca donde recibió los hábitos franciscanos, para lo cual comenta:
“Y su ida y estada en san Francisco de Salamanca, si a otros fue provechosa, no menos lo fue a mí indigno e ingrato de tanto bien y merced que entonces Dios me hizo su siervo. Antes que no le viese y conociese, había oído de su santidad, y tenía voluntad de pasar a su provincia e verle e imitarle. Luego que lo vi y conocí, creció en mi más el nuevo deseo, y a mi confusión digo que nuestro Dios, sin yo procurarlo, quiso corresponder a mis deseos, y Él lo ordenó a su voluntad por su bondad infinita, de tal manera que entonces luego vine a la provincia de san Gabriel, donde él era provincial a la sazón, y llegados a la casa y monasterio del Hoyo, donde el varón de Dios había mucho aprovechado en espíritu los tiempos pasados, me dejó allí por morador.”
En el convento de Nuestra Señora del Hoyo, Jiménez conviviría con fray Martín de Valencia, a quien más de una vez vio realizar ejemplares disciplinas. El deseo de evangelizar infieles surgió a partir de su contacto con Fran Martín, mismo que le facilitaría convertir esa profecía que en la pluma de Jiménez, se vio cumplida cuando en el capítulo de la orden que se llevó a cabo en el convento de Santa María del Berrocal de la villa de Belvis, cuando Valencia fue designado custodio y prelado de una misión evangelizadora a la Nueva España.

## A la Nueva España
Como compañeros de Valencia fueron seleccionados 11 evangelizadores además de Martín de Valencia que fueron: fray Martín de la Coruña, fray Francisco de Soto, fray Antonio de Ciudad Rodrigo, fray Toribio de Benavente, fray Juan de Ribas, fray García Cisneros, fray Juan Juárez, fray Luis de Fuensalida, fray Juan de Palos, fray Andrés de Córdova y el mismo fray Francisco Jiménez.  
De Belvis el grupo pasó al convento de Sevilla el 5 de septiembre de 1523. Ahí residieron hasta el 6 de enero de 1524, de donde pasaron al puerto de San Lucas de Barrameda, rumbo a la Nueva España donde se embarcaron el 25 de enero de 1524 (día de la conversión de San Pablo). El viaje duró aproximadamente 3 meses y tocaron el puerto de San Juan de Ulúa en Veracruz, el 13 de mayo (viernes de vigilia). 
Ya en México, Jiménez fue uno de los primeros en aprender náhuatl. Se ordenó sacerdote en la Nueva España siendo el primero en hacerlo en ésta tierra.  
Se enfrentaron al poder civil español, para poder realizar su obra evangelizadora, quienes veían al indígena como objeto de sacrifico, y en 1526 los miembros de la primera audiencia, donde Nuño de Guzmán era protagonista, culparon a los franciscanos de conspiración para tratar de arrebatarles el gobierno de la Nueva España, y de fraguar un plan para arrancar a los españoles, el control del gobierno en ésta tierra. Entre los acusados estaban Fray Francisco Jiménez, Fray Pedro de Gante, y Fray Toribio de Benavente, comparándolo como serpiente de dos cabezas. La realidad es que los religiosos se oponían a la esclavización de los indígenas por los españoles. El proceso lo continuó por lo que Fray Juan de Zumárraga, y lanzó una interdicción contra la Ciudad de México, de lo cual Jiménez registró los detalles. Jiménez y Valencia consideraban ilícita la forma en que Nuño de Guzmán trataba a los indígenas.
Jiménez bautizó a unos 100,000 indígenas y con cada uno de los doce, sucedió lo mismo. (Fray Martín de Valencia en carta del 12 de junio de 1531) a Fray Matías Vueinssens, comisario General de su orden). 
“Porque hablando verdad y no por vía del encarecimiento, más de un millón de indios han sido bautizados por vuestros hijos, cada uno de los cuales, (principalmente los doce que juntamente conmigo fueron enviados del reverendísimo señor cardenal de Santa Cruz, nuestro padre Fr. Francisco de los Ángeles, siendo ministro general) ha bautizado a más de 100,000. Todos ellos (salvo yo) han aprendido la lengua de los indios, o por mejor decir, diversas lenguas de ellos, y en ellas predican y enseñan los misterios de nuestra fe a la innumerable multitud de gente que hay.”
Fue el portero guardián del monasterio de Huejotzingo Puebla, y en Cuernavaca Morelos y fue testigo de los maltratos de los españoles. Firmó varias cartas en 1933, solicitando u trato más justo por parte de los españoles a los indígenas, incluso mencionando que cada esclavo costaba dos pesos.
Jiménez, testificó a favor de Vasco de Quiroga cuando fue enjuiciado junto con sus hermanos franciscanos, elogiando la labor evangelización educación, caridad y fundación de hospitales en Santa Fe.
Fue comisario general de la orden y nombrado obispo de Guatemala, Tabasco y Yucatán el primero de la cédula del Emperador, mismo que no aceptó. 

Jiménez escribe: 
“Dios sabe la causa porque tantos mil años á estado escondida esta tierra· sin le conocer, y las que aún escondida no es tarde sino muy temprano y ante del tiempo. Hasta que llegue la hora que Dios quiere y Él busca los medios, poniendo en corazón a los que para ello están ya escogidos por ese mismo Dios, y los que no quiere que sean para ello, aunque se disponen y aparejan, Él les pone tales estorbos e inconvenientes que les cierra la puerta y atapa los caminos que no pueden ir adelante ni hallar lo que buscan ni cumplir sus voluntades y deseos, porque no son según Dios quiere y tiene ordenado”

## Obras
- “Arte, vocabulario y catecismo Megicanos” por Fray Francisco Jiménez
- "Relación de la descripción de la Provincia del Santo Evangelio que es en las indias Occidentales que llaman la Nueva España".  Autores: Fray Pedro de Oroz, fray Gerónimo de Mendieta y fray Francisco Suárez. 1585.
- "Vida y obra de Martín de Valencia" por Fray Francisco Jiménez.[3]
- "Carta colectiva de los franciscanos de México al Emperador en 1531", por fray Francisco Jiménez, fray Juan de Zumárraga, , fray Martín de Valencia Fray Luis de Fuensalida, Fray Antonio Ortiz, Fray Antonio de Maldonado.
- “Antigüedades de los indios". Se desconoce su paradero.